# Nhạc viện Hy Lạp
Nhạc viện Hy Lạp (tiếng Hy Lạp: Ελληνικό Ωδείο, Ellīnikó Ōdeío) là một nhạc viện được thành lập ở Athena vào năm 1919 bởi nhà soạn nhạc Manṓlīs Kalomoírīs (Μανώλης Καλομοίρης). Kalomoírīs đảm nhiệm chức vụ quản lý nhạc viện cho đến năm 2006 khi ông rời trường để thành lập Nhạc viện Quốc gia (Hy Lạp). Nhạc viện đã mở một số chi nhánh ở thủ đô Athena, ở một số thành thị tại Hy Lạp và đảo Síp. Hiện nay trụ sở của Nhạc viện nằm ở Didotou 53 và giám đốc nghệ thuật của Nhạc viện là Alkis Mpaltas.